# What the Butler Saw (mutoscopio)
What the Butler Saw ("Lo que el mayordomo vio" en español), es una secuencia cinematográfica que fue rodada para ser exhibida en bucle en los mutoscopios (unas máquinas tragaperras diseñadas para el pase individual de películas cortas). Constituye un ejemplo temprano de las películas eróticas que datan de principios del siglo XX.

## Contenido
La cinta presenta una escena en la que se ve una mujer que se desviste parcialmente en su dormitorio, como si un "mayordomo" voyeurista la estuviera mirando a través del ojo de una cerradura. La película se podía ver introduciendo una moneda en un mutoscopio, lo que liberaba una manivela que girada por el espectador hacía avanzar la película.

## Historia
El título de esta filmación se utilizó ampliamente en Gran Bretaña como un término genérico para dispositivos y películas de este tipo.
La frase había ingresado en la cultura popular británica después del caso de divorcio de 1886 de Lord Colin Campbell y de Gertrude Elizabeth Blood. La prueba dependía de si su mayordomo podría haber visto a Lady Campbell en delito flagrante con el capitán Shaw (miembro de la brigada de bomberos de Londres), a través del ojo de la cerradura de su comedor en el 79 de Cadogan Place de Londres.
Las normas sociales están sujetas a cambios, y a partir de la década de 1950 esta y otras películas similares se consideraron inofensivas en comparación con la erótica contemporánea.